# Oxlestes grandis
Oxlestes grandis — викопний вид травоїдних плацентарних ссавців родини Zhelestidae, що існував у пізній крейді (99-94 млн років тому).

## Скам'янілості
Описаний з фрагментів черепа та зубів, що знайдені у відкладеннях Ходжакульської формації в Узбекистані. Будова зубів вказує на те, що це був хижак середнього розміру, а розвинений сагітальний гребінь на черепі означає, що він володів потужною жувальною мускулатурою.